# Итау (Риу-Гранди-ду-Норти)
Итау (порт. Itaú)  —  муниципалитет в Бразилии, входит в штат Риу-Гранди-ду-Норти. Составная часть мезорегиона Запад штата Риу-Гранди-ду-Норти. Входит в экономико-статистический  микрорегион Пау-дус-Феррус. Население составляет 5544 человека на 2006 год. Занимает площадь 133,032 км². Плотность населения — 41,7 чел./км².

## Статистика
- Валовой внутренний продукт на 2003 год составляет 12 239 700,00 реалов (данные: Бразильский институт географии и статистики).
- Валовой внутренний продукт на душу населения на 2003 год составляет 2258,66 реалов (данные: Бразильский институт географии и статистики).
- Индекс развития человеческого потенциала на 2000 год составляет 0,675 (данные: Программа развития ООН).